# Ordrup Næs
Ordrup Næs er den ydre vestlige del af en smal halvø eller næs i Fårevejle Sogn, der strækker sig ud i Sejerø Bugt nordvest for Fårevejle Kirkeby og Fårevejle Stationsby. Halvøen og næsset har navn efter den nærliggende − og tidligere ganske lille − landsby, Ordrup, som i dag indgår som en del af et større sommerhusområde.
Halvøen består af en række morænebakker på 10-20 meters højde som i halvøens inderste østlige del er op til omkring 30 meter høje. 
Rækken af morænebakker er kædet sammen af strandvolde, og yderst ved Næbbet findes en indlejret tilgroet sø (Storesø). 
De vestligste dele omkring Næbbet samt dele af halvøens nordøstlige side er fredet (27 ha i 1943 og yderligere 4 ha i 1986), og de fredede områder omfatter gamle græsoverdrev med bl.a. Dansk Astragel, Potentil og Revling. Ordrup Næs er en  del af Natura 2000-område nr. 154 Sejerø Bugt, Saltbæk Vig, Bjergene, Diesebjerg og Bollinge Bakke. Ordrup Næs er også en del af Geopark Odsherred.